# Madd Rod
Rodrigo Pinheiro (Lisboa, 3 de Setembro de 1997) mais conhecido pelo seu nome artístico Madd Rod é um DJ e produtor musical português, radicado em Berlim. É fundador da gravadora independente Inner Shah Recordings, em atividade desde 2017, estabelecida enquanto estudava em Tubinga, e do coletivo Panthera, estabelecido em 2024, em Lisboa.  
Para além de nome regular no circuito clubbing nacional, apresentou-se em alguns dos maiores festivais de música eletrónica do país, como o Elétrico (2024), a edição portuguesa do festival Sónar (2023), e o Moga Caparica (2022).  
Tem dois álbuns de estúdio lançados e dezenas de EPs e singles a solo e em colaborações com outros artistas.  

## Carreira
Madd Rod iniciou o seu projeto musical em 2013, explorando diversas vertentes da música eletrónica, incluindo deep house, future house, breakbeat e techno. Em 2017, fundou a editora independente Inner Shah Recordings, que viria a tornar-se a principal plataforma para os seus lançamentos e também de outros artistas como Noporn, Jup do Bairro, Mister Sweatband, Niklas Wandt, Bernardo Mota, Altered View, entre outros.  
Em 2020, lançou o seu primeiro álbum de estúdio, Dystopian Desert, composto por 11 temas originais e uma faixa bónus, celebrado com um lançamento em Faro.  
Nos anos seguintes, editou originais e remisturas em várias editoras, incluindo Harabe, RYNTH, George V e a portuguesa Discotexas, de Moullinex e Xinobi.  
Estabeleceu-se em Berlim em 2022, ano em que realizou digressões na Índia, Grécia, Brasil e Espanha. A mudança abriu um novo período musical, deixando para trás as sonoridades tribais e etéreas. Nesse mesmo ano, o seu remix de Devran, do artista turco SIS, foi incluído na banda sonora do filme Fire Island (2022).
Em 2023, apresentou o seu segundo álbum de estúdio, Sad Behaviour, editado pela Discotexas. O disco inclui colaborações com o cantautor português Tomás Branco, na faixa Mantra, e com a dupla brasileira Noporn, em Xiclet. O universo do álbum foi posteriormente expandido com remisturas de Moullinex, Xinobi, Neu-Romancer, GPU Panic e Radondo.
Após o álbum, marcadamente influenciado pelo pós-punk, o italo disco e o new wave, apresentou a sua primeira música de intervenção, intitulada Tropicalismo Dark, lançada em Fevereiro de 2024 em colaboração com Noporn, poucas semanas antes do falecimento da integrante Liana Padilha. No mesmo ano, lançou a versão Sad Behaviour: Expanded Edition (2024), que acrescentou quatro faixas inéditas e três versões instrumentais a partir do material original.
Durante o período entre ambas as edições, residiu no Porto, onde foi presença regular no clube Central. O encerramento deste curto período em Portugal foi marcado com a primeira edição da sua festa Panthera, realizada em Lisboa, em setembro, com destaque para a participação do produtor francês The Hacker, pioneiro do electroclash. No final do ano restabeleceu-se em Berlim.
No início de 2025, lançou o EP Make You Sweat pela Inner Shah, que incluiu a faixa 'Leisure Suite (1409 BPM Mix)', a qual ultrapassou, de forma não oficial, o recorde estabelecido por "Thousand" (1993), de Moby.  

## Discografia

### Álbuns de Estúdio
| Título                          | Lançamento             | Gravadora             | Formatos                | Duração     |
| ------------------------------- | ---------------------- | --------------------- | ----------------------- | ----------- |
| Sad Behaviour: Expanded Edition | 20 de setembro de 2024 | Discotexas            | Digital                 | 1 h 15 min  |
| Sad Behaviour                   | 29 de setembro de 2023 | Discotexas            | Digital, vinil (LP 12") | 43 min 47 s |
| Dystopian Desert                | 31 de julho de 2020    | Inner Shah Recordings | Digital                 | 1 h 7 min   |

### Singles e EPs[12]

#### 2016
- Madd Rod - "Elektric Morgen" (Single)

#### 2017
- Madd Rod - "Patterns of Beauty" (Single)
- Madd Rod - "Human Institution" (Single)
- Madd Rod - "Afraid to Love" (Single)
- Madd Rod - "Encantador de Serpientes" (Single)
- Madd Rod - "The Comeback of the 303" (Single)

#### 2018
- Madd Rod - "Dust & Stones" (EP)[13]
- Madd Rod - "Allen Beat" (Single)
- Madd Rod & Cedric Scheibel - "Pit Viper" (Single)
- La Rito - "Hitchhiking Through Barren Lands" (Single)

#### 2019
- Madd Rod - "Four Quarters" (Single)
- La Rito - "The Tracks of Tatacoa" (Single)
- Madd Rod - "The Chase" (EP)[14]
- Madd Rod - "This Place" (Single)[15]

#### 2020
- Madd Rod - "Narmer" (Single)
- Madd Rod - "No One's Fault" (EP)[2][16]
- Madd Rod - "Belderone" (EP)
- Madd Rod - "Potens" (Rafael Cerato Remix)[17]
- Madd Rod - "Dystopian Desert Remixed" (EP)[18][19][20]
- Madd Rod - "Scent of Desire" (Single)

#### 2021
- La Rito & Magupi - "Memoria" (EP)
- Madd Rod - "Stratosphäre" (Single)[21]
- Madd Rod & Khaled Abdrabo - "Prey Ran Away" (Single)
- Madd Rod - "Lust and Euphoria" (EP)[22]
- La Rito - "Exotica: Aetherium" (EP)
- La Rito - "Kiss of a Forked Tongue" (Single)[23]
- Madd Rod - "Al Layl fi Algharb" (Single)[24]
- Madd Rod - "Beyond Two Skies" (Single)
- Madd Rod - "Frequent Flyer" (EP)[25]
- Madd Rod - "Rumors" (EP)[26]
- Madd Rod - "Shaman Call" (EP)

#### 2022
- Madd Rod - "Geada" (Single)
- La Rito & Ravin - "One for the Sun" ft. Reewa (Single)
- Madd Rod - "Signs of Hope" (Single)
- Madd Rod - "Morning Ride" (Single)
- Madd Rod - "Planet B" (EP)[27]

#### 2023
- Madd Rod - "Against Hate Speech" (EP)
- Madd Rod - "A Tiger in the Ballroom" (Single)
- Madd Rod & Tomás Branco - "Mantra" (Single)
- Madd Rod & Noporn - "Xiclet" (Single)
- Madd Rod, Xinobi, Moullinex & Noporn - "Xiclet (Re-Imagine)" (Single)

#### 2024
- Madd Rod & Noporn - "Tropicalismo Dark" (Single)

### Remixes[12]

#### 2019
- RUBIUM - "Chaac" (Madd Rod 'Afro Touch' Remix)

#### 2020
- Forest Louche - "Bring Me The Future" (La Rito 'Day Dream' Remix)
- Deep:art & Ysmael Amasis - "Gate #3" (Madd Rod Remix)
- Mila Journée - "Orbital" (Madd Rod Remix)
- Gran Cari - "Nautilus" (La Rito Remix)
- Emir Kaynak - "Rising 90" (Madd Rod Remix)

#### 2021
- SIS - "Devran" (Madd Rod Remix)
- Godinbols - "Twisted Waters" (Madd Rod Remix)
- George Ledakis & Xiasou - "Red Dunes" (Madd Rod Remix)
- Cedric Scheibel - "Forest in the Ocean" (La Rito Remix)
- Xiasou & Hernán Torres - "Ballerina" (Madd Rod Remix)
- Maetim - "Mooliva" (La Rito Remix)
- Mula (FR) - "Abby Abby" (Madd Rod Remix)
- Leo Sagrado - "AVIV" (Madd Rod Remix)
- Rïa Mehta & Pirate Radio - "Anfang" (Madd Rod Remix)

#### 2022
- Dole & Kom - "Yukema" (Madd Rod Remix)
- Noporn - "Estranha e Louca" (Madd Rod Remix)

#### 2023
- Xinobi & Alem-i Adastra - "Başa Bela" (Madd Rod Remix)
- m i l l o - "7AM and We're Looking For Some More" (Madd Rod 'Detroit' Remix)
- Shunus, Nomad Saleh & Menna Hussein - "Sokoon" (Madd Rod Remix)
- Michael Simon - "Kanjira" (Madd Rod Remix)
- Friends of Hannes - "Hoffnung" (Madd Rod Remix)